# Tadeusz Żyliński (konsul)
Tadeusz Żyliński (ur. 21 listopada 1945 w Toruniu) – polski prawnik, wykładowca, urzędnik służby cywilnej i dyplomata.

## Życiorys
Tadeusz Żyliński ukończył w 1969 studia prawnicze na Wydziale Prawa i Administracji Uniwersytetu Wrocławskiego, broniąc pracę magisterską z zakresu prawa międzynarodowego publicznego. W 1974 uzyskał na UWr doktorat z nauk prawnych. Kształcił się także w Trieście i Strasburgu. Jest autorem publikacji z zakresu prawa pracy, ubezpieczeń społecznych oraz metodologii porównawczej.
Od 1969 do 1991 był nauczycielem akademickim na macierzystym wydziale; od 1975 na stanowisku adiunkta. Był założycielem i pierwszym przewodniczącym koła „Solidarności” na WPiA UWr. Pełnił funkcję w zakładowych władzach NSZZ Solidarność (1989–1991). W latach 1991–1997 pracował w Konsulacie Generalnym RP w Chicago, od 1995 jako kierownik działu prawnego i zastępca kierownika placówki. W 1997 podjął pracę w Ministerstwie Spraw Zagranicznych. W latach 1998–2001 był dyrektorem Departamentu Prawnego. Następnie, w latach 2001–2004, był konsulem generalnym RP w Sydney. Od 2005 był zastępcą dyrektora Protokołu Dyplomatycznego. Od 2009 do 2012 był konsulem generalnym w Montrealu.
Żonaty z Urszulą, magister pielęgniarstwa.